# جک بل (بازیکن فوتبال، زاده ۱۸۹۱)
جک بل (انگلیسی: Jack Bell؛ زادهٔ ۲ مارس ۱۸۹۱) بازیکن فوتبال است.
از باشگاه‌هایی که در آن بازی کرده‌است می‌توان به باشگاه فوتبال گریمزبی تاون و باشگاه فوتبال ردینگ اشاره کرد.